# Márcio Fernando Elias Rosa
Márcio Fernando Elias Rosa (Ibiúna-SP, 20 de setembro de 1962), é advogado, sócio da Terra, Tavares, Ferrari, Elias Rosa Advogados; secretário-adjunto da Comissão Especial de Direito Administrativo Sancionador do Conselho Federal da Ordem dos Advogados do Brasil; procurador de Justiça aposentado, ex-secretário de Estado da Justiça e Cidadania de São Paulo e ex-presidente da Fundação Centro de Atendimento Socioeducativo ao Adolescente (CASA).

## Biografia

### Vida acadêmica

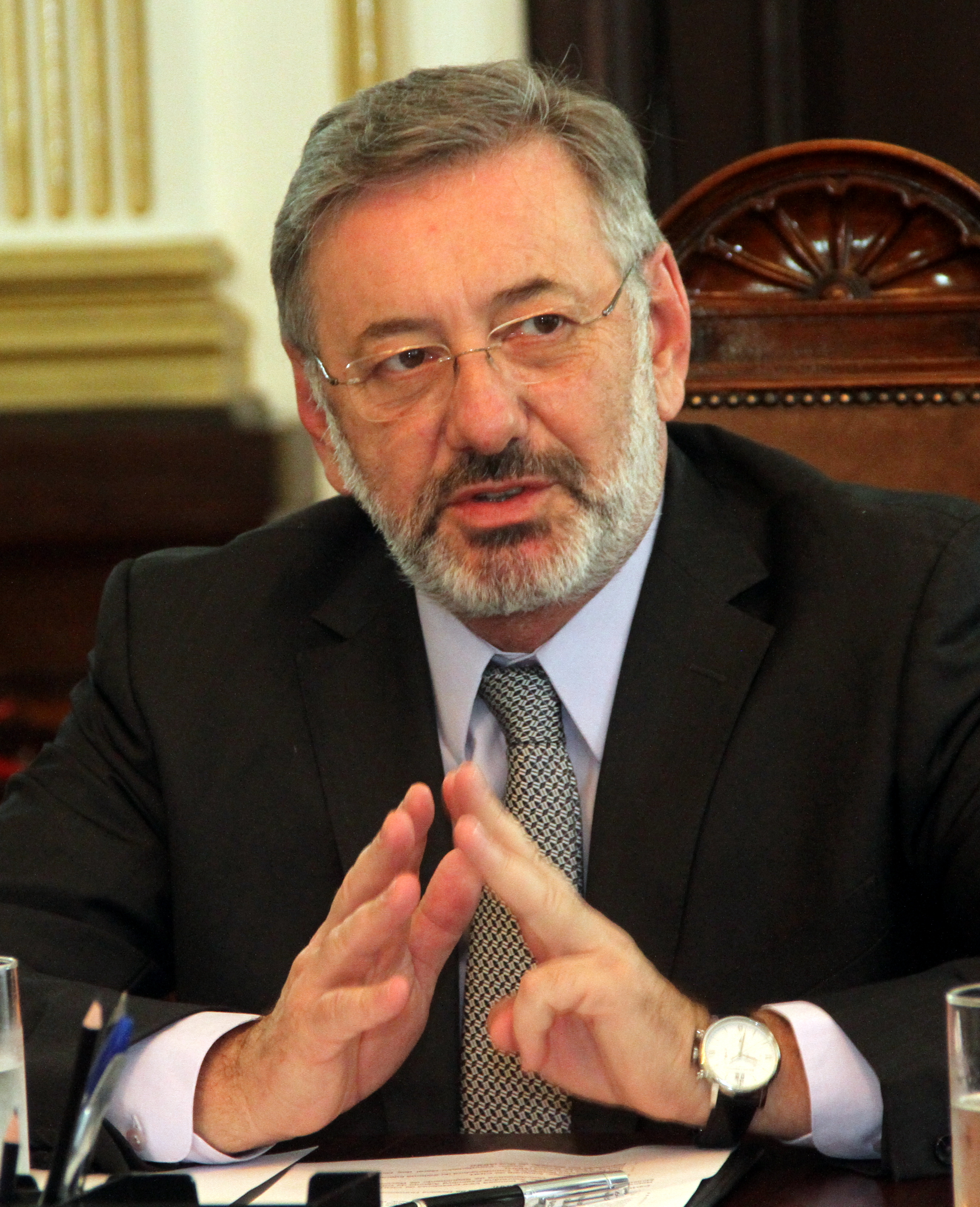

Márcio, natural de Ibiúna, é formado em Direito pelo Instituto Toledo de Ensino (ITE), de Bauru (SP), e mestre e doutor em Direito do Estado pela Pontifícia Universidade Católica de São Paulo (PUC-SP), onde também cursou especialização em Direito Processual Penal (PUC-SP). É professor honorário da Faculdade Presbiteriana Mackenzie. Foi professor universitário (Faculdade de Direito Damásio de Jesus) e em cursos preparatórios para as carreiras jurídicas e na Escola Superior do Ministério Público do Estado de São Paulo.  Leciona as disciplinas Direito Administrativo, Tutela Jurisdicional Coletiva e Direito Constitucional.
Atuou como palestrante convidado em cursos da Escola Superior do MP Federal, da magistratura federal e dos MPs do Rio Grande do Sul, Rio de Janeiro, Minas Gerais, Paraná, Santa Catarina, Espírito Santo, Sergipe, Acre, Amapá e Piauí, dentre outros.
Autor de livros e artigos sobre Direito Constitucional, Direito Administrativo e Tutela Coletiva, também participou de bancas de doutorado.

### Carreira
Em dezembro 1986, adentrou no Ministério Público de São Paulo, como Promotor de Justiça Substituto de Registro, também atuou como promotor em Apiaí, Sumaré, Barueri e, capital São Paulo (na Promotoria de Justiça Criminal de Santo Amaro e na Promotoria de Justiça da Cidadania). Foi também assessor jurídico de dois procuradores-gerais de Justiça e assessor na Corregedoria Geral do Ministério Público.
Atuou, ainda, no Núcleo Operacional de Parcelamento do Solo Urbano, no Centro de Apoio das Promotorias de Justiça Criminais e de Defesa dos Direitos Constitucionais do Cidadão e integrou o Conselho Curador do Centro de Estudos e Aperfeiçoamento Funcional do MP-SP.
Foi membro da diretoria da Associação Paulista do Ministério Público (departamentos de Publicações, de Legislação, de Defesa das Prerrogativas Institucionais e o Centro de Estudos de Análise Legislativa (CEAL).
Foi promovido a procurador de Justiça em 2009, ocupando cargo na Procuradoria de Justiça de Difusos e Coletivos.
Em abril de 2012, foi nomeado pelo governador do Estado, Geraldo Alckmin, procurador-geral de Justiça do Estado de São Paulo, sucedendo Fernando Grella Vieira, com quem trabalhou como assessor jurídico, diretor-geral do Ministério Público de São Paulo e subprocurador-geral de Justiça Jurídico, cargos exercidos no período entre 2009 e 2012.
Em março de 2012, foi reconduzido ao segundo mandato como procurador-geral de Justiça, recebendo 58% dos votos do colégio eleitoral formado por promotores e procuradores de Justiça.
Em suas duas gestões como procurador-geral de Justiça do Estado de São Paulo (2012/2014 e 2014/2016), promoveu ações efetivas em prol do acesso à Justiça, dos direitos sociais, da defesa da mulher e de combate à violência doméstica, da defesa do consumidor, da aplicação do Estatuto da Criança e do Adolescente (ECA), da tutela ambiental e da defesa do patrimônio público.
Criou o Núcleo de Políticas Públicas, grupo encarregado de dialogar com as universidades e a sociedade civil com o objetivo de colher as principais demandas nas várias regiões do estado, a fim de nortear o Plano Geral de Atuação do Ministério Público.
Também criou o Conselho de Estudos e Políticas Institucionais (CONEPI), órgão consultivo da Procuradoria-Geral de Justiça, formado por 24 promotores de Justiça, representantes de todas as regiões do estado, eleitos por meio de voto facultativo dos membros do MP que atuam na primeira instância. O Colegiado tem, entre suas atribuições, a responsabilidade de avaliar os processos decisórios de temas institucionais, contribuindo na eleição de prioridades, além da articulação da execução de políticas diferenciadas de atuação, a participação na formulação da política de modernização administrativa e funcional da Instituição e a discussão de temas de relevante caráter institucional.
Criou, ainda, as Promotorias de Justiça Regionais, com ênfase na atuação em saúde, educação e assistência social, e a Promotoria de Justiça de Enfrentamento à Violência Doméstica. Em seu mandato, o MP paulista foi a primeira unidade do Ministério Público a aderir ao Programa de Localização e Identificação de Testemunhas (PLID), lançado pelo MP do Estado do Rio de Janeiro.
Liderou a campanha contra a PEC 37, a Proposta de Emenda Constitucional nº 37, de autoria do deputado Lourival Mendes (PTdoB- MA), que pretendia retirar o poder de investigação do Ministério Público, atribuindo exclusivamente às polícias Federal e Civil a competência para a investigação criminal. A campanha ganhou apoio popular com as manifestações de maio de 2013, em São Paulo, e acabou rejeitada na Câmara dos Deputados em 25 de junho daquele ano por 430 votos a 9 e 2 abstenções.
Foi vice-presidente para a Região Sudeste do Conselho Nacional dos Procuradores Gerais de Justiça dos Estados e da União (CNPG).
Em julho de 2016 assumiu a Secretaria Estadual da Justiça e da Defesa da Cidadania, e em 5 de julho de 2017 assumiu também o presidente da Fundação Centro de Assistência Social ao Adolescente (CASA), fundação vinculada à Secretaria da Justiça que executa as medidas socioeducativas aplicadas pelo Poder Judiciário a adolescentes autores de atos infracionais cometidos antes dos 18 anos de idade, permanecendo em ambos os cargos até dezembro de 2018. 
Em abril de 2019 tornou-se sócio do escritório Terra, Tavares, Ferrari, Elias Rosa Advogados, passando a atuar como advogado e parecerista em alguns dos principais casos judiciais, arbitrais e administrativos do País, e, ainda, em processos no âmbito da União Europeia. 
Em novembro e dezembro de 2022 integrou a equipe de transição governamental, a convite do vice-presidente eleito Geraldo Alckmin, que coordenou o processo. 

## Produção bibliográfica
Márcio Fernando foi autor dos seguintes livros:
- · ROSA, M. F. E. . corrupção como entrave ao desenvolvimento. ADCOAS Trabalhista, v. 11, p. 217-223, 2004;
- · CHIMENTI, Ricardo Cunha ; CAPEZ, Fernando ; SANTOS, Marisa F ; ROSA, M. F. E. . Curso de Direito Constitucional. São Paulo: Saraiva, 2007;
- · JESUS, Damásio E. ; ROSA, M. F. E. ; CHIMENTI, Ricardo Cunha ; SANTOS, Marisa F . Estatuto do Idoso Anotado. São Paulo: Damásio de Jesus, 2005;
- · ROSA, M. F. E. . Direito Administrativo. São Paulo: Saraiva, 2004;
- · ROSA, M. F. E. ; Pazzaglini F., Marino ; FAZZIO JR., W. . Improbidade Administrativa - Aspectos Jurídicos da Defesa do Patrimônio Público. 1998;
- · GARCIA, Maria ; ROSA, M. F. E. . Constituição e Administração - O Estado Contemporâneo e o Regime Jurídico-Administrativo da Constituição de 1988. In: Eduardo Ribeiro Moreira; Jerson Carneiro Gonçalves Júnior; Lúcia Helena Polleti Bettini. (Org.). Hermenêutica Constitucional - Homenagem aos 22 anos do Grupo de Estudos Maria Garcia. 1aed.São José, Santa Catarina: Editora Conceito Editorial, 2010, v. , p. 455-484;
- · GARCIA, Maria ; ROSA, M. F. E. ; Spitzcosvsky, Celso . Federalismo, Estado, Poder e Soberania. In: Maria Garcia; José Roberto Neves Amorim. (Org.). Estudos de Direito Constitucional Comparado. Rio de Janeiro: Campus Jurídico, 2007;
- · GARCIA, Maria ; ROSA, M. F. E. . Federalismo, Estado, Poder e Soberania. In: Maria Garcia; José Roberto Neves Amorim. (Org.). Estudos de Direito Constitucional Comparado. 1a.ed.Rio de Janeiro: Elsevier, 2007, v. , p. 81-119;
- · Miranda, Jorge ; Medauar, Odete ; CARVALHO FILHO, J. S. ; ROSA, M. F. E. . Discricionariedade e Moralidade Administrativa. In: Emerson Garcia. (Org.). Discricionariedade Administrativa. Rio de Janeiro: Lumen Juris, Editora, 2005;
- · ROSA, M. F. E. ; LENZA, Pedro ; TAVARES, André Ramos. Reforma do Judiciário e a Crise de Constitucionalidade. In: Pedro Lenza; André Ramos Tavares; Pietro de Jesus Lora Alarcón. (Org.). Reforma do Judiciário. Método: São Paulo, 2005;
- · ROSA, M. F. E. . Princípios constitucionais na concepção sistêmica do ordenamento jurídico. Revista de Direito Constitucional e Internacional. São Paulo: Revista dos Tribunais, 2002;
- · Medauar, Odete ; ROSA, M. F. E. ; DI PIETRO, Maria S. Zanella. MP e Entidades Civis - limites e abusos nas contratações. 2006. (Apresentação de Trabalho/Conferência ou palestra), e;
- · ROSA, M. F. E. ; GARCIA, EMERSON . Ministério Público, 2003. (Prefácio, Pósfacio/Apresentação).

Artigos Publicados:
- "Sistema Único de Segurança" – O Estado de S. Paulo, 20 de janeiro de 2015

http://www.mpsp.mp.br/portal/page/portal/noticias/publicacao_noticias/2015/2015_janeiro/Texto%20fala%20em%20seguran%C3%A7a%20como%20servi%C3%A7o%20p%C3%BAblico%20cujo%20conceito%20deve%20evoluir
- "O Ministério Público e a Crise Política" – Folha de S. Paulo, 12 de março de 2015

http://www.mpsp.mp.br/portal/page/portal/noticias/publicacao_noticias/2015/2015_marco/M%C3%A1rcio%20Elias%20Rosa%20defende%20trabalho%20da%20PGR%20e%20alerta%20sobre%20eventuais%20tentativas%20de%20cerceamento%20ao%20MP
- “Ministério, mais do que nunca público” – Folha de S. Paulo, 24 de janeiro de 2016

http://www.mpsp.mp.br/portal/page/portal/noticias/publicacao_noticias/noticias_2016/2016_janeiro/Texto%20foi%20publicado%20na%20edi%C3%A7%C3%A3o%20deste%20domingo1
- “Os poderes investigatórios do Ministério Público” – Le Monde Diplomatique Brasil, edição nº 62, páginas 12 e 13 – Setembro de 2012.  https://diplomatique.org.br/os-poderes-investigatorios-do-ministerio-publico/

- “Corrupção como entrave ao desenvolvimento” – Ministério Público de Rondônia, 2003

https://www.mpro.mp.br/documents/29174/119287/Corrupcao_Como_entrave_ao_desenvolvimento.pdf/68ef8689-64e8-42a2-add7-4c776dae0534;jsessionid=7BBE81C2239F34AB81CC4230986553B4.node01?version=1.0

## Honrarias
Márcio Fernando possui as seguintes honrarias:
- Professor honorário da Universidade Presbiteriana Mackenzie, título concedido em novembro de 2012.
- Cidadão Honorário de Lençóis Paulista, título concedido em agosto de 2014 pela Câmara Municipal de Lençóis Paulista.
- Cidadão Honorário de Dracena, título concedido em setembro de 2017 pela Câmara Municipal de Dracena.
- Cidadão Honorário de Bauru, título concedido em fevereiro de 2018 pela Câmara Municipal de Bauru.[4]
- Cidadão Honorário de Presidente Prudente, título concedido em setembro de 2018 pela Câmara Municipal de Presidente Prudente.

### Condecorações
| Insígnia | País   | Honra                                 | Data                   |
| -------- | ------ | ------------------------------------- | ---------------------- |
|          | Brasil | Grande Oficial da Ordem de Rio Branco | 21 de novembro de 2023 |